# Вотгать
Вотгать — река в Костромской области России, правый приток Нёмды. Длина составляет 38 км, площадь водосборного бассейна — 298 км². На реке — посёлок городского типа Кадый.
Река начинается в заболоченном лесу в 21 км к северо-западу от посёлка Кадый. Крупнейший приток — Часовня (левый). Течёт на восток, на берегах реки в верхнем и среднем течении деревни Котлово, Рубцово, Индом, Вешка, Дудино. Незадолго перед устьем протекает посёлок Кадый и ниже его деревню Жуково. Впадает в Нёмду в 6 км к востоку от Кадыя, ширина реки в устье 11 метров.
На стыке рек Желвата, Вотгать, Нёмда расположены Котловские болота (болотные массивы Котловское и Липняговское), одни из наиболее крупных ценных водно-болотных угодий Костромской области.

## Данные водного реестра
По данным государственного водного реестра России относится к Верхневолжскому бассейновому округу, водохозяйственный участок реки — Волга от города Кострома до Горьковского гидроузла (Горьковское водохранилище), без реки Унжа, речной подбассейн реки — Волга ниже Рыбинского водохранилища до впадения Оки. Речной бассейн реки — (Верхняя) Волга до Куйбышевского водохранилища (без бассейна Оки).
Код объекта в государственном водном реестре — 08010300412110000014299.